# Médanos Grandes
Médanos Grandes es una zona de dunas situada en el centro-oeste de Argentina que abarca una superficie de 2000 km².

## Localización
Está ubicada en el extremo sureste de la provincia de San Juan (centro-norte del departamento 25 de Mayo y centro-sur del de Caucete).
La zona de los Médanos Grandes se localiza en el centro de la región de Cuyo, en el extremo sureste de la provincia de San Juan, al sur de la sierra de Pie de Palo, a más 114 km al este de la ciudad de San Juan, cuyo acceso se realiza a través de la Ruta Nacional 20 o por la Nacional 141, por la localidad de Vallecito.
Con respecto a una localización absoluta, el área está encerrada por los paralelos de: 31° 42' y 32° 06' de latitud Sur, y los meridianos de: 68° 06' y 67° 42' de longitud Oeste, a una altitud aproximada de 600 m s. n. m. En forma puntual se localiza a:31°51′15″S 67°50′10″O / -31.85417, -67.83611.

## Origen
Se supone que se formó hace unos 100 o 200 mil años, en la última gran glaciación, cuando el clima del planeta se tornó mucho más seco, causa por la cual favoreció la acción erosiva  de los vientos en la región. La barrera de la Sierra de Pie de Palo, con 3000 m s. n. m., detuvo a los vientos haciéndoles perder velocidad y depositando en su base las arenas que hoy forman los médanos. 
En la parte central se encuentran médanos inmóviles o fósiles, muy raros en los desiertos de arena, mientras que en los bordes la mayoría son móviles. Las dimensiones de los médanos son de entre 200 y 300 metros de altura.

## Clima
La zona por su latitud presentaría un clima templado, mientras que por sus precipitaciones, apenas unos 200 mm al año concentradas en el verano, es seco; en resumen: el clima real es -como suele ocurrir en la mayoría de los desiertos- clima continental. Las temperaturas pueden oscilar de los 50 grados °C  en pleno mediodía hasta -10 °C durante la noche, lo que denota una gran amplitud térmica.

## Flora y fauna
La fauna y flora presenta adaptaciones al clima. La mayoría de los animales son de hábitos nocturnos o crepusculares, excepto los reptiles que prefieren las horas más calurosas para entrar en actividad. 
La vegetación posee escasa cantidad de hojas, o las reducen al máximo, para evitar evapotranspiración. Algunos vegetales soportan la sequía  acumulando agua en sus tallos o en tubérculos subterráneos, como lo hacen los cactus  o poseen larguísimas raíces, como los algarrobos y retamos, que se nutren de la capas de aguas subterráneas, situadas a más de 20 m de profundidad.

## Fuente consultada
- www.fundacionbataller.org.ar - Médanos grandes (enlace roto disponible en Internet Archive; véase el historial, la primera versión y la última).
- www.todo-argentina.net/Geografia/Parques/medanos_grandes.html
- Anexo:Áreas naturales protegidas de San Juan

- Datos: Q2840839